# 阿卡民族发展党
阿卡民族发展党 (缩写ANDP)是缅甸的一个少数民族政党。该党试图代表掸邦的阿卡人。在2015年緬甸議會選舉中，该党赢得了一个民族事务部长席位。